# Sainte-Hélène (Morbihan)
Sainte-Hélène település Franciaországban, Morbihan megyében. Lakosainak száma 1298 fő (2022. január 1.). Sainte-Hélène Nostang, Locoal-Mendon, Belz, Merlevenez és Plouhinec községekkel határos.

## Népesség
A település népessége az elmúlt években az alábbi módon változott:
| Lakosok száma | 662  | 957  | 1007 | 1112 | 1156 | 1208 | 1247 | 1262 | 1272 | 1298 |
|               | 1968 | 1982 | 1990 | 2006 | 2013 | 2015 | 2017 | 2019 | 2020 | 2022 |